# Núñez de Balboa
Núñez de Balboa – stacja metra w Madrycie, na linii 5 i 9. Znajduje się w dzielnicy Salamanca, w Madrycie i zlokalizowana jest pomiędzy stacjami Diego de León, Rubén Darío (linia 5) oraz Avenida de América i Príncipe de Vergara (linia 9). Została otwarta 2 marca 1970.